# Čedomir Janevski
Čedomir Janevski (in macedone Чедомир Јаневски?; Skopje, 3 luglio 1961) è un allenatore di calcio ed ex calciatore macedone, di ruolo difensore.

## Palmarès

### Giocatore

#### Competizioni nazionali
- Campionato belga: 1

Club Bruges: 1989-1990
- Supercoppa del Belgio: 1

Club Bruges: 1990
- Coppa del Belgio: 1

Club Bruges: 1990-1991